# Egill Skallagrímsson
Egill Skallagrímsson (910 circa – 990 circa) fu uno scaldo islandese e un grande anti-eroe della letteratura islandese.
Alcune narrazioni dicono che uccise 20 o più uomini armati con una sola mano e che divenne berserker con relativa facilità. A dispetto di questo, fu considerato un guaritore, e la sua saga narra che lui curò una ragazza malata per molto tempo, quando tutte le altre cure si rivelarono inutili.

## Biografia
Il paragrafo seguente è completamente basato sulla "Egils saga"; come molte saghe, può essere una fonte non attendibile dei fatti storici.

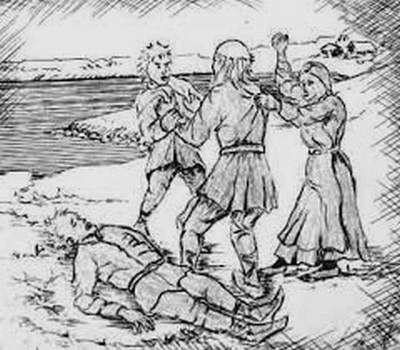
Illustrazione del 1933 con Egill afferrato dal padre Skalla-Grímr furente (di spalle al centro) mentre Þorgerðr (a destra) cerca di distoglierlo. In basso, giace Þorðr, appena ucciso da Egill per una disputa durante un gioco

Egill nacque in Islanda, figlio di Skalla-Grímr Kveldúlfsson e Bera Yngvarsdóttir, era il nipote di Kveld-Úlfr ("Lupo della Sera"). Quando Grímr arrivò in Islanda, si stabilì a Borg á Mýrum, il luogo dove sbarcò la barca di suo padre. Grímr era un famoso guerriero e nemico di Harald I di Norvegia.
Egill scrisse la sua prima poesia all'età di 3 anni. Dimostrò il comportamento di berserk, e questo, insieme alla descrizione della sua grande testa, fece nascere la teoria che forse soffrì della malattia di Paget. Questo aiutò un archeologo che trovò una testa risalente all'era vichinga che era simile a quella di Egill.
All'età di 7 anni, Egill fu imbrogliato in un gioco da dei ragazzi locali. Arrabbiato, tornò a casa e si procurò un'ascia e, ritornato dai ragazzi, tagliò a metà la testa di uno di quelli che lo avevano imbrogliato. Dopo Berg-Önundr si rifiutò di dare a Egill la parte dell'eredità di suo padre appartenente a sua moglie Ásgerðr, così sfidò Önundr a un holmgang. Egill uccise Bárðr, uno dei servitori del re, così diventando nemico della regina Gunnhild di Norvegia, che non lo perdonò mai e fece tutto in suo potere per vendicarsi. Gunnhildr ordinò ai suoi due fratelli di uccidere Egill e il suo fratello più anziano Þórólfr, che prima era in amicizia sia con il re sia con la regina. Comunque il piano non riuscì ed Egill uccise entrambi.
Durante quella estate, Harald il Chiaro morì, e per rimanere sul trono, Eirik il Sanguinario uccise i suoi due fratelli. Dunque dichiarò Egill un fuorilegge in Norvegia. Berg-Önundr riunì una compagnia per uccidere Egill, ma fu ucciso nel tentativo di fare questo. Scappando dalla Norvegia, Egill uccise Rögnvaldr Eiríksson e maledisse i suoi genitori, collocando una testa di cavallo su di un palo (níðstöng) e dicendo,
"Qui ho posto il palo della níð, e dichiaro e questa níð contro il re Eiríkr e la regina Gunnhildr," — girò la testa del cavallo verso la terraferma — "Io dichiaro questa níð contro gli spiriti di questa terra, e sulla terra stessa, in modo che tutti si smarriscano, non rimangano o trovino i loro luoghi, finché non scaccino il re Eiríkr e Gunnhildr da questa terra." Preparò il palo della níð nella rupe di fronte e la lasciò eretta; portò gli occhi del cavallo sulla terra, mise delle rune sul palo, e disse tutto con le parole formali della maledizione (níð viene normalmente tradotto con "maledizione").

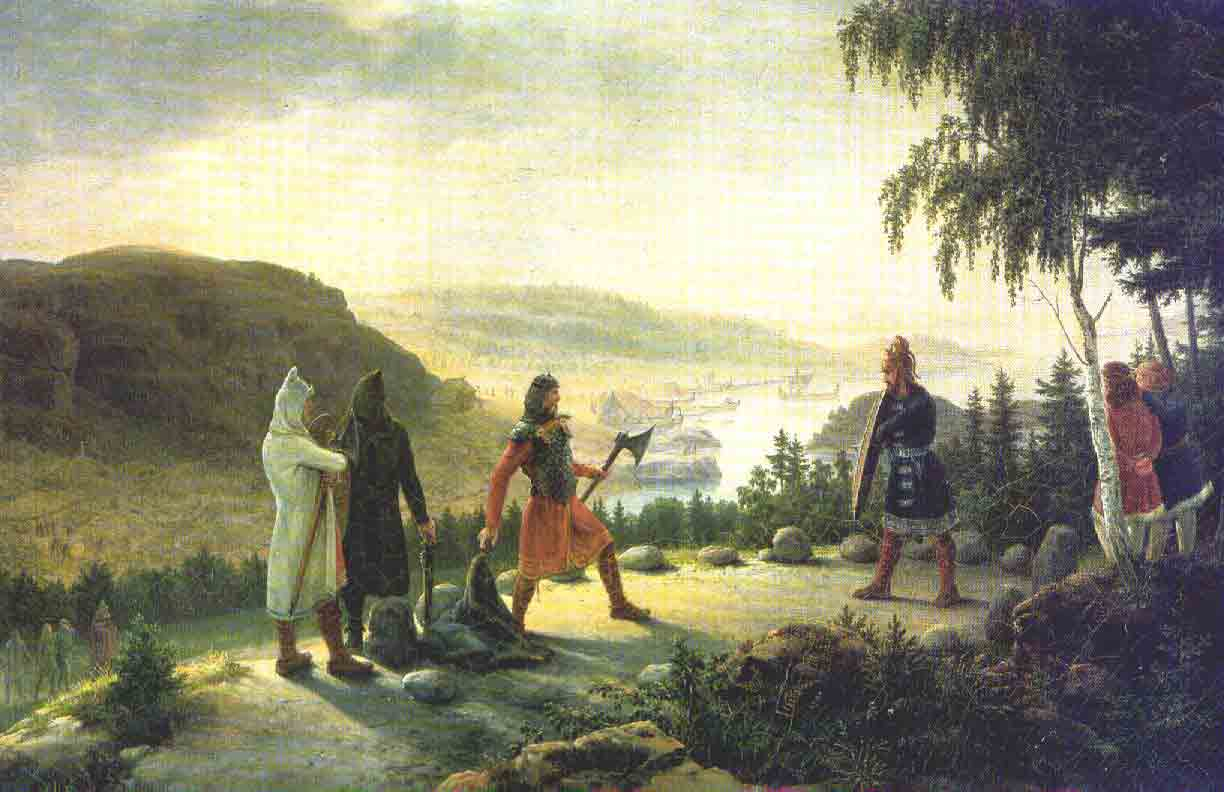
Egill combatte un holmgang con Berg-Önundr; dipinto di Johannes Flintoe.

Anche Gunnhildr lanciò un incantesimo contro Egill, che lo fece diventare depresso e senza riposo fino al loro successivo incontro.
Poco dopo, Eirik e Gunnhildr furono costretti a scappare in Northumbria dal fratello di Eirik, Hakon, dove le terre erano state concesse dal re Aðalsteinn. Egill naufragò su una spiaggia vicina e andò da Eirik, che lo condannò a morte. Ma Egill compose una drápa nella lode di Eirikr nella prigione durante la notte, e quando la recitò nella mattinata, Eirik gli diede la libertà e dimenticò ogni sentimento di vendetta per la morte di Rögnvaldr.
Egill fece cinque figli con Ásgerðr Björnsdóttir: Þorgerðr Egilsdóttir, Bera Egilsdóttir, Böðvar Egilsson, Gunnar Egilsson e Þorsteinn Egilsson. Prima di morire Egill nascose il suo tesoro di argento nei pressi di Mosfellsbær. È interessante notare che Egill ha vissuto ottant'anni, età molto inusuale per l'epoca.

## Poemi
Nella letteratura, oltre ad essere un guerriero dalla straordinaria forza, Egill è ricordato anche per la sua poesia, considerata da molti storici essere la più raffinata tra quelle dell'antica Scandinavia Le sue poesie sono i primi versi in norreno che usano la rima baciata. I seguenti lavori sono attribuiti a Egill:
1. Aðalsteinsdrápa. Drápa per il re Anglo-Sassone Æthelstan.
2. Höfuðlausn ("Il riscatto della testa"), che narra di quando Egill comprò la vita da Eirik, che lo aveva condannato a morte.
3. Sonatorrek ("Perdita di un figlio"). Scritto dopo la morte di suo figlio Böðvar, morto durante una tempesta.
4. Arinbjarnarkviða. Poema dedicato al suo compagno Arinbjörn
5. Skjaldardrápa.
6. Berudrápa.
7. Lausavísur.
8. Frammenti

## Riferimenti nella cultura di massa
- Egill rimane una figura popolare in Islanda; ad esempio una marca di birra, la Ölgerðin Egill Skallagrímsson, prende nome da lui.
- Alcuni Asatruar, cioè praticanti dell'Ásatrú, considerano Egill un vero eroe e il 9 dicembre come il suo memoriale.
- Ci fu un talk show nella televisione islandese chiamato L'argento di Egill; il titolo del programma era un gioco di parole, poiché il proprietario della televisione si chiamava Egill.
- Egill's Silver è il titolo di una canzone dei Megas.